# Vozdvíjenskoie
Vozdvíjenskoie (en rus: Воздвиженское) és un poble del krai de Stàvropol, a Rússia, que el 2019 tenia 1.971 habitants. Pertany al districte rural de Dívnoie.